# MTV Europe Music Awards 2011

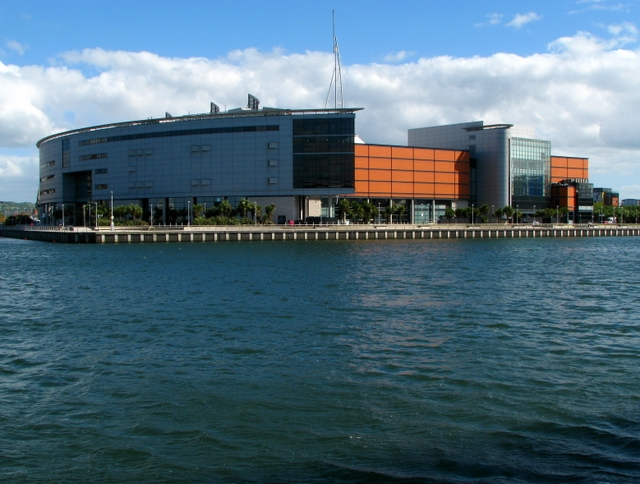
Odyssey Arena : lieu de la cérémonie

Les MTV Europe Music Awards 2011 ont eu lieu le 6 novembre 2011 à l'Odyssey Arena à Belfast. La cérémonie a été présentée par Selena Gomez,. Les nominations ont été annoncées le 19 septembre 2011. Lady Gaga est l'artiste la plus nommée avec 6 nominations, suivie par Katy Perry et Bruno Mars avec 5, puis Britney Spears, Thirty Seconds to Mars et Adele avec 3 nominations. Lady Gaga ressortira de la cérémonie comme la grande gagnante avec 4 récompenses,,.

## Awards internationaux
Les gagnants sont en gras.

### Meilleure chanson
- Adele — "Rolling in the Deep"
- Bruno Mars — "Grenade"
- Jennifer Lopez (featuring Pitbull) — "On the Floor"
- Katy Perry — "Firework"
- Lady Gaga — "Born This Way"

### Meilleure vidéo
- Adele — "Rolling in the Deep"
- Beastie Boys — "Make Some Noise"
- Beyoncé — "Run the World (Girls)"
- Justice — "Civilization"
- Lady Gaga — "Born This Way"

### Meilleure artiste féminine
- Adele
- Beyoncé
- Jennifer Lopez
- Katy Perry
- Lady Gaga

### Meilleur artiste masculin
- Bruno Mars
- David Guetta
- Eminem
- Justin Bieber
- Kanye West

### Révélation 2011
- Bruno Mars
- Far East Movement
- Jessie J
- LMFAO
- Wiz Khalifa

### Meilleur artiste Pop
- Britney Spears
- Justin Bieber
- Rihanna
- Lady Gaga
- Katy Perry

### Meilleur artiste Rock
- Coldplay
- Foo Fighters
- Kings of Leon
- Linkin Park
- Red Hot Chili Peppers

### Meilleur artiste alternatif
- Thirty Seconds to Mars
- Arcade Fire
- Arctic Monkeys
- My Chemical Romance
- The Strokes

### Meilleur artiste Hip-Hop
- Eminem
- Jay-Z & Kanye West
- Lil Wayne
- Pitbull
- Snoop Dogg

### Meilleur concert
- Coldplay
- Foo Fighters
- Katy Perry
- Lady Gaga
- Red Hot Chili Peppers

### Meilleur concert World Stage
- Thirty Seconds to Mars
- Arcade Fire
- The Black Eyed Peas
- Dirty Money
- Enrique Iglesias
- Kings of Leon
- Linkin Park
- My Chemical Romance
- Ozzy Osbourne
- Snoop Dogg

### Meilleur artiste MTV PUSH
- Alexis Jordan
- Big Time Rush
- Bruno Mars
- Far East Movement
- Jessie J
- Katy B
- LMFAO
- Neon Trees
- Theophilus London
- Wiz Khalifa

### Biggest Fans
- Thirty Seconds to Mars
- Justin Bieber
- Lady Gaga
- Paramore
- Selena Gomez

### Meilleur artiste international
- Big Bang
- Abd El Fattah Grini
- Lena
- Restart
- Britney Spears

### Global Icon Award
- Queen[6]

## Awards régionaux

### Meilleur artiste Royaume-Uni & Irlande
- Adele
- Coldplay
- Florence and the Machine
- Jessie J
- Kasabian

### Meilleur artiste allemand
- Beatsteaks
- Clueso
- Culcha Candela
- Frida Gold
- Lena

### Meilleur artiste belge
- dEUS
- Goose
- Stromae
- The Subs
- Triggerfinger

### Meilleur artiste danois
- L.O.C.
- Medina
- Nik & Jay
- Rasmus Seebach
- Rune RK

### Meilleur artiste finlandais
- Anna Abreu
- Children of Bodom
- Haloo Helsinki!
- Lauri Ylönen
- Sunrise Avenue

### Meilleur artiste norvégien
- Erik og Kriss
- Eva & The Heartmaker
- Jaa9 & OnklP
- Jarle Bernhoft
- Madcon

### Meilleur artiste suédois
- Eric Amarillo
- Mohombi
- Robyn
- Swedish House Mafia
- Veronica Maggio

### Meilleur artiste italien
- Fabri Fibra
- Jovanotti
- Modà
- Negramaro
- Verdena

### Meilleur artiste néerlandais
- Afrojack
- Baskervilles
- Ben Saunders
- De Jeugd van Tegenwoordig
- Go Back to the Zoo

### Meilleur artiste français
- Booba
- Ben l'Oncle Soul
- David Guetta
- La Fouine
- Martin Solveig
- Soprano

### Meilleur artiste polonais
- Afromental
- Doda
- Ewa Farna
- Monika Brodka
- Myslovitz

### Meilleur artiste espagnol
- El Pescao
- Nach
- Russian Red
- Vetusta Morla
- Zenttric

### Meilleur artiste russe
- Gradusi
- Kasta
- Machete
- Nyusha
- Timati

### Meilleur artiste roumain
- Alexandra Stan
- Fly Project
- Guess Who
- Puya
- Smiley

### Meilleur artiste portugais
- Amor Electro
- Aurea
- Diego Miranda
- Expensive Soul
- The Gift

### Meilleur artiste adriatique
- Dubioza Kolektiv
- Hladno pivo
- Magnifico
- S.A.R.S.
- SevdahBABY

### Meilleur artiste hongrois
- Bin Jip
- Compact Disco
- Fish!
- Punnany Massif
- The Carbonfools

### Meilleur artiste ukrainien
- Jamala
- Ivan Dorn
- Kazaky
- Max Barskih
- Sirena

### Meilleur artiste turque
- Atiye Deniz
- Cartel
- Duman
- Hadise
- Mor ve Ötesi

### Meilleur artiste grec
- Κokkina Xalia
- Mark F. Angelo featuring Shaya
- Melisses
- Onirama
- Panos Mouzourakis featuring Kostis Maraveyas

### Meilleur artiste israélien
- Izabo
- Liran Danino
- Sarit Hadad
- The Walking Man
- The Young Professionals

### Meilleur artiste suisse
- Adrian Stern
- Baschi
- Blue Cold Ice Creams
- Myron
- TinkaBelle

### Meilleur artiste tchèque et slovaque
- Ben Cristovao
- Charlie Straight
- Debbi
- PSH
- Rytmus

### Meilleur artiste uruguayen
- No Te Va Gustar

## Chanteurs
- Jason Derülo — "It Girl / In My Head"[7]
- Coldplay — "Every Teardrop Is a Waterfall"[8]
- LMFAO featuring Lauren Bennett et GoonRock — "Party Rock Anthem"[8]
- Bruno Mars — "Marry You"[9]
- Jessie J — "Price Tag"[8]
- Red Hot Chili Peppers — "The Adventures of Rain Dance Maggie"[10]
- Lady Gaga — "Marry the Night"[9]
- Selena Gomez & the Scene — "Hit the Lights"[11]
- Snow Patrol — "Called Out in the Dark"[7]
- Justin Bieber — "Mistletoe / Never Say Never"[12]
- David Guetta featuring Taio Cruz, Ludacris et Jessie J — "Sweat / Little Bad Girl / Without You"[12]
- Adam Lambert et Queen — "The Show Must Go On / We Will Rock You / We Are the Champions"[13]

## Appearances
- Louise Roe
- Tim Kash
- Nicole Polizzi
- Jennifer Farley
- David Hasselhoff
- Katy Perry
- Ashley Rickards
- Sheamus
- Amy Lee
- Jeremy Scott
- Hayden Panettiere
- Malcolm-Jamal Warner
- Tracee Ellis Ross
- Jessie J
- Bar Refaeli
- Irina Shayk